# Tribunal judiciaire d'Alès
Le tribunal judiciaire d'Alès est une juridiction en France.

## Description
Il succède au tribunal de grande instance d'Alès en 2020.
Il siège au palais de justice de la ville.

## Organisation

### Présidents
- de 2020 à 2024 : Céline Simitian[1]
- depuis septembre 2024 : Simon Lanes

### Procureurs de la République
- depuis 2020 : François Schneider[2]